# Nobuyuki Oishi (1974)
Nobuyuki Oishi (Shizuoka, 23 mei 1974) is een voormalig Japans voetballer.

## Carrière
Nobuyuki Oishi speelde tussen 1993 en 1996 voor Yokohama Flügels.